# Lista zabytków w Naxxar
To jest lista zabytków w miejscowości Naxxar na Malcie, które są umieszczone na liście National Inventory of the Cultural Property of the Maltese Islands.

## Lista
| Nazwa zabytku                     | Lokalizacja                                   | Współrzędne                                   | Nr na liście NICPMI | Zdjęcie |
| --------------------------------- | --------------------------------------------- | --------------------------------------------- | ------------------- | ------- |
| Wieża św. Marka                   | Qalet Marku, Baħar iċ-Ċagħaq                  | 35°56′47,5″N 14°27′11,6″E/35,946514 14,453232 | 0034                |         |
| Wieża Għallis                     | Tul il-Kosta                                  | 35°57′11,8″N 14°26′04,0″E/35,953272 14,434432 | 0051                |         |
| Tal-Qadi                          | Triq L-Imdawra                                | 35°56′12,1″N 14°25′14,0″E/35,936702 14,420564 | 00059               |         |
| Palazzo Parisio                   | Pjazza Vitorja                                | 35°54′54,0″N 14°26′39,3″E/35,915003 14,444263 | 01205               |         |
| Kaplica Matki Bożej „Tal-Magħtab” | Triq il-Kappella ta’ Santa Marija, il-Magħtab | 35°56′07,0″N 14°26′44,6″E/35,935275 14,445717 | 01250               |         |
| Bateria Għallis                   | Tul il-Kosta                                  | 35°56′57,9″N 14°26′45,6″E/35,949417 14,446000 | 1380                |         |
| Bateria Qalet Marku               | Tul il-Kosta                                  | 35°56′42,4″N 14°27′14,0″E/35,945099 14,453894 | 1381                |         |
| Reduta Ximenes                    | Tul il-Kosta                                  | 35°56′52,4″N 14°25′32,4″E/35,947876 14,425676 | 1401                |         |
| Reduta Qalet Marku                | Tul il-Kosta                                  | 35°56′35,1″N 14°27′03,5″E/35,943094 14,450986 | 1402                |         |
| Reduta Baħar iċ-Ċagħaq            | Tul il-Kosta / Triq Baħar iċ-Ċagħaq           | 35°56′23,5″N 14°27′21,1″E/35,939873 14,455863 | 1403                |         |
| Madliena Entrenchment             | Triq Baħar iċ-Ċagħaq                          | 35°56′13,2″N 14°27′43,9″E/35,936997 14,462198 | 1423                |         |
| Naxxar Entrenchment               | Triq il-Fortiżża tal-Mosta                    | 35°55′23,8″N 14°26′14,2″E/35,923282 14,437282 | 1427                |         |
| Wieża Gauci                       | "Torri Gauci", Triq San Pawl                  | 35°55′11,7″N 14°26′33,1″E/35,919910 14,442519 | 1430                |         |
| Wieża Kapitana                    | Triq San Pawl / Triq Birguma                  | 35°55′14,6″N 14°26′32,8″E/35,920711 14,442434 | 1431                |         |
| Salina fugas                      | Tul il-Kosta                                  | 35°56′53,0″N 14°25′34,0″E/35,948065 14,426102 | 1438                |         |